# Vojenský hřbitov (Hradec Králové-Pouchov)
Vojenský hřbitov v Pouchově, městské části Hradce Králové, se nachází uprostřed obce v ulici Velká, jižně od farního hřbitova s kostelem svatého Pavla apoštola. Nachází se zde 1275 hrobových míst.
U hřbitova se nachází zastavení naučné stezky "Bitva u Hradce Králové 3. 7. 1866 – ústup rakouské armády", která spojuje Muzeum východních Čech v Hradci Králové a Chlum s centrálním bojištěm bitvy u Hradce Králové.

## Historie
Nejstarší vojenský hřbitov Hradce Králové se nacházel na Slezském Předměstí, na místě kopce rozebraného na pevnostní valy. Byl založen roku 1766 pro vojáky, kteří zemřeli při stavbě pevnosti. Při zbourání Slezského Předměstí v důsledku výstavby pevnosti se obyvatelé přestěhovali do nově vzniklého předměstí Pouchov a zde založili nový obecní hřbitov. Pozemky, které sousedily s tímto hřbitovem, vykoupilo roku 1806 město Hradec Králové za 150 zlatých a o čtyři roky později zde založilo nový vojenský hřbitov.
Na novém vojenském hřbitově byli pohřbíváni vojáci a důstojníci, kteří zemřeli v pevnosti, a vojáci z vojenské nemocnice postavené v letech 1787–1797 v Dlouhé ulici. Z té doby jsou zde i hroby civilistů – několika žen s dětmi a devatenácti mužů, kteří stavěli pevnost.
Za prusko-rakouské války roku 1866 kvůli nemožnosti přepravy zemřelých do Pouchova (pevnost byla uzavřena) se pohřby konaly za Slezskou bránou u Orlického mostu ve Vonešových sadech. Ostatky byly přeneseny na vojenský hřbitov po exhumaci v polovině osmdesátých let 19. století. Spolu s nimi sem byl přenesen pískovcový pomník ve tvaru osmibokého sloupu s vysokým litinovým křížem ozdobeným litinovým vavřínovým věncem. Pomník věnovaly dámy z Hradce Králové na památku rakouských a saských vojáků zemřelých na svá zranění v městské nemocnici a dali jej umístit do středu hřbitova (z hromadného hrobu u reálného gymnasia sem byly převezeny i amputované končetiny vojáků).

### První světová válka
Na hřbitově během války byli pohřbeni vojáci, důstojníci, vojenští církevní hodnostáři a jejich nejbližší příbuzní a také zajatci zemřelí v lazaretech a vojenští civilní zaměstnanci. Je zde pohřbeno několik set vojáků a důstojníků rakousko-uherské, italské a ruské armády.
23. října 1929 byly exhumovány ostatky několika desítek srbských a bosenských vojáků a převezeny do vlasti. Po roce 1918 sloužil hřbitov zemřelým z posádek a vojenských nemocnic města, jejich rodinným příslušníkům a několika zemřelým četníkům. Od roku 1930 zde byly pohřbíváni piloti z nově zřízeného hradeckého letiště.

### Druhá světová válka
V Hradci sloužilo několik lazaretů pro raněné z různých front, včetně sovětských zajatců. Většina zemřelých byla pohřbena právě zde, někteří do hrobů vojáků z první světové války. Od února 1945 sem byli letecky dopravováni ranění od Budapešti, v květnu 1945 zde bylo pohřbeno několik neznámých vojáků. Neoznačené hroby ve střední části patří vojákům Rudé armády zemřelým od února do dubna 1945 v německých záložních lazaretech I.-III. v Hradci Králové (vojáci z pochodů zajateckých transportů). V přední části hřbitova jsou pohřbeni vojáci Rudé armády zemřelí v hradecké nemocnici. Jejich památník patří k největším pohřebištím Rudé armády v okrese Hradec Králové.
Na tomto hřbitově byl pohřben také příslušník amerického leteckého pluku Harry Kincaid ze státu Indiana v USA (číslo vojenské známky 355557270). Jeho ostatky byly exhumovány a odvezeny do USA 12. srpna 1946.

### Po roce 1945
Hřbitov sloužil pro pohřby důstojníků a jejích rodinných příslušníků z hradeckých posádek. 3. května 1973 byl vydán zákaz pohřbívat na vojenském hřbitově a měl zde být založen park. I po tomto datu se zde ukládaly urny a ke zrušení hřbitova nakonec nedošlo.

### Po roce 1989
Roku 1993 byly exhumovány ostatky italských vojáků z I. a II. světové války (uskutečněno Generálním komisařstvím „Cti padlých" – MO Italské republiky). V období od 18. února do 15. dubna 2002 bylo exhumováno celkem 326 ostatků německých vojáků zemřelých během druhé světové války (uskutečněno Lidovým spolkem péče o německé válečné hroby z Kasselu). Dva hroby pod stromy zůstaly na místě.
Na 140. výročí bitvy u Hradce Králové (3. července 1866) byl vojenský hřbitov roku 2006 rekonstruován městem Hradec Králové. Došlo k rekonstrukci zdí, cest a k doplnění mobiliáře. Zároveň byl realizován návrh památníku Lípa smíření, který je umístěn v zadní části hřbitova – kruh rozdělený na čtyři stejné části a v jeho středu vysazená lípa. Na jedné z bronzových desek na památníku je uvedeno latinské přísloví: "Ante bellum x post bellum" (Ač jsme stáli proti sobě, přesto dlíme spolu v hrobě).

## Galerie

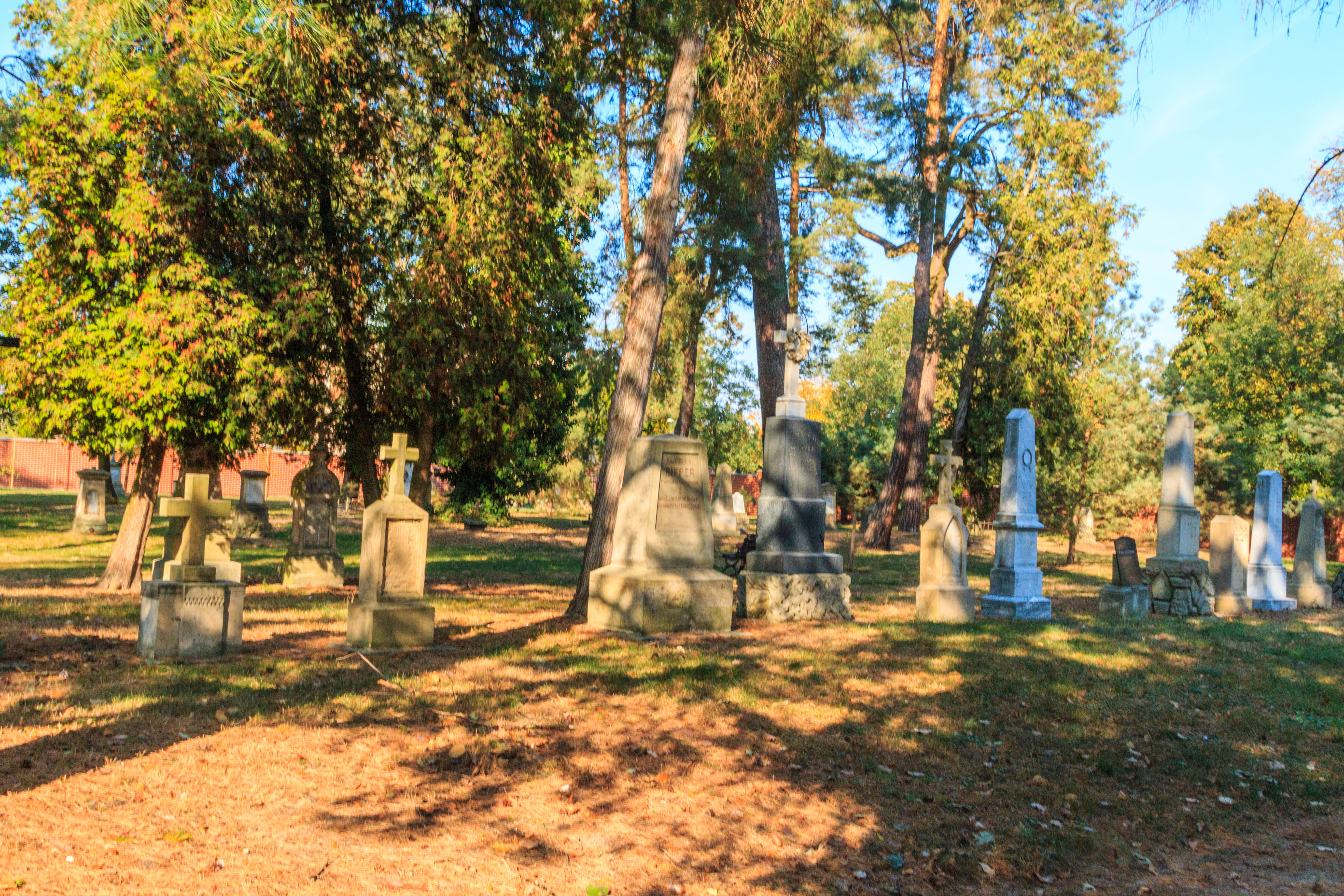
Vojenský hřbitov v Pouchově
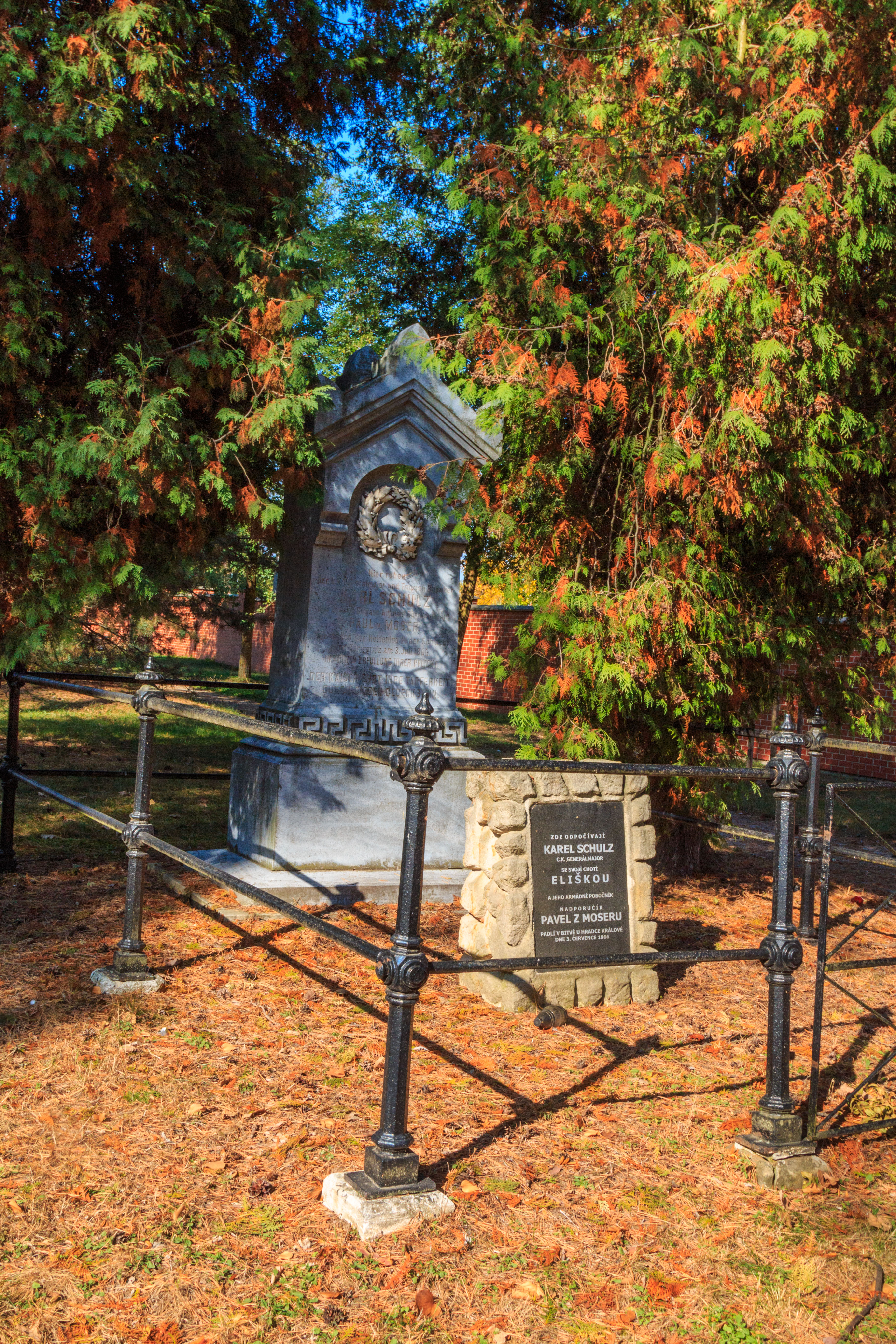
Vojenský hřbitov v Pouchově
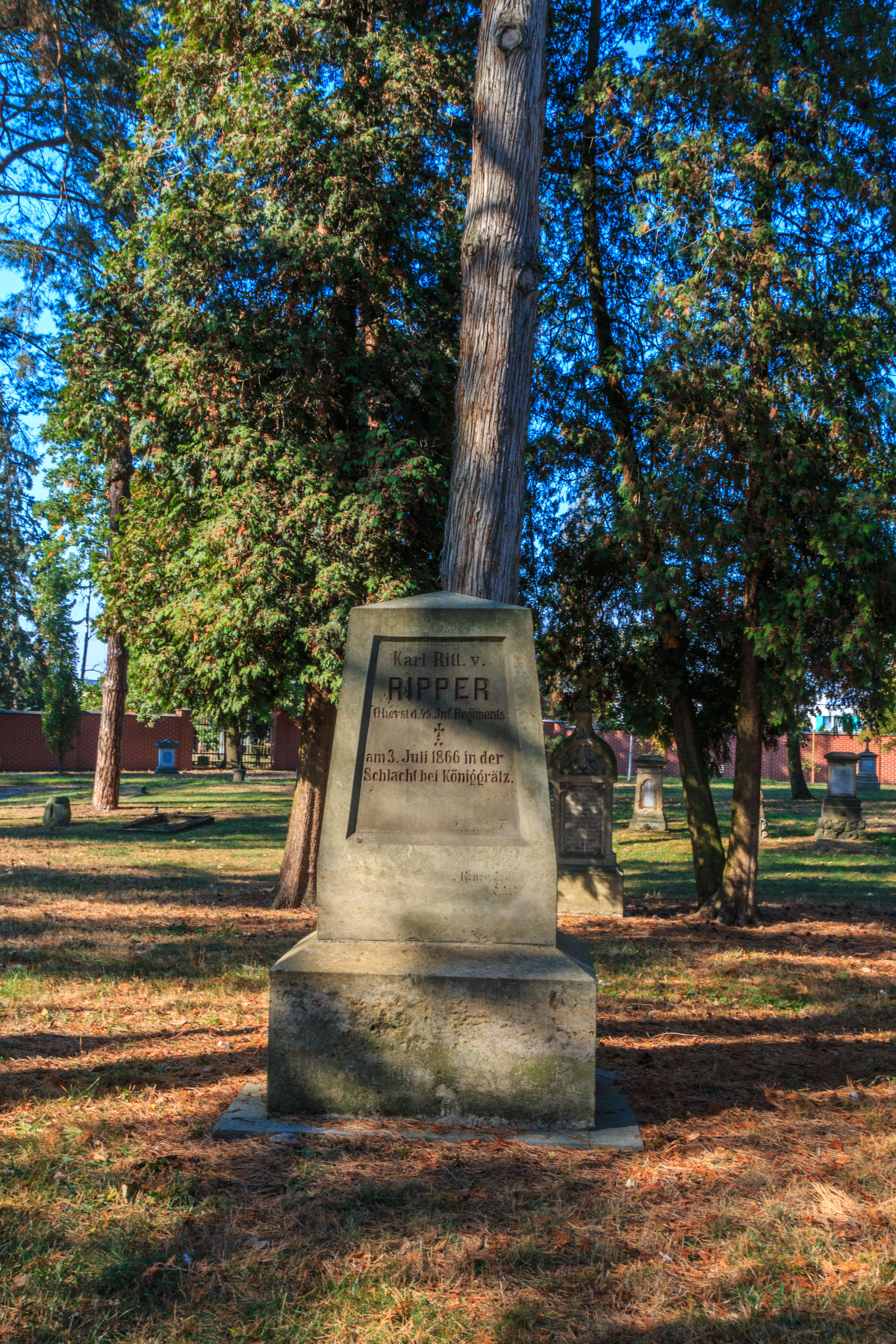
Vojenský hřbitov v Pouchově
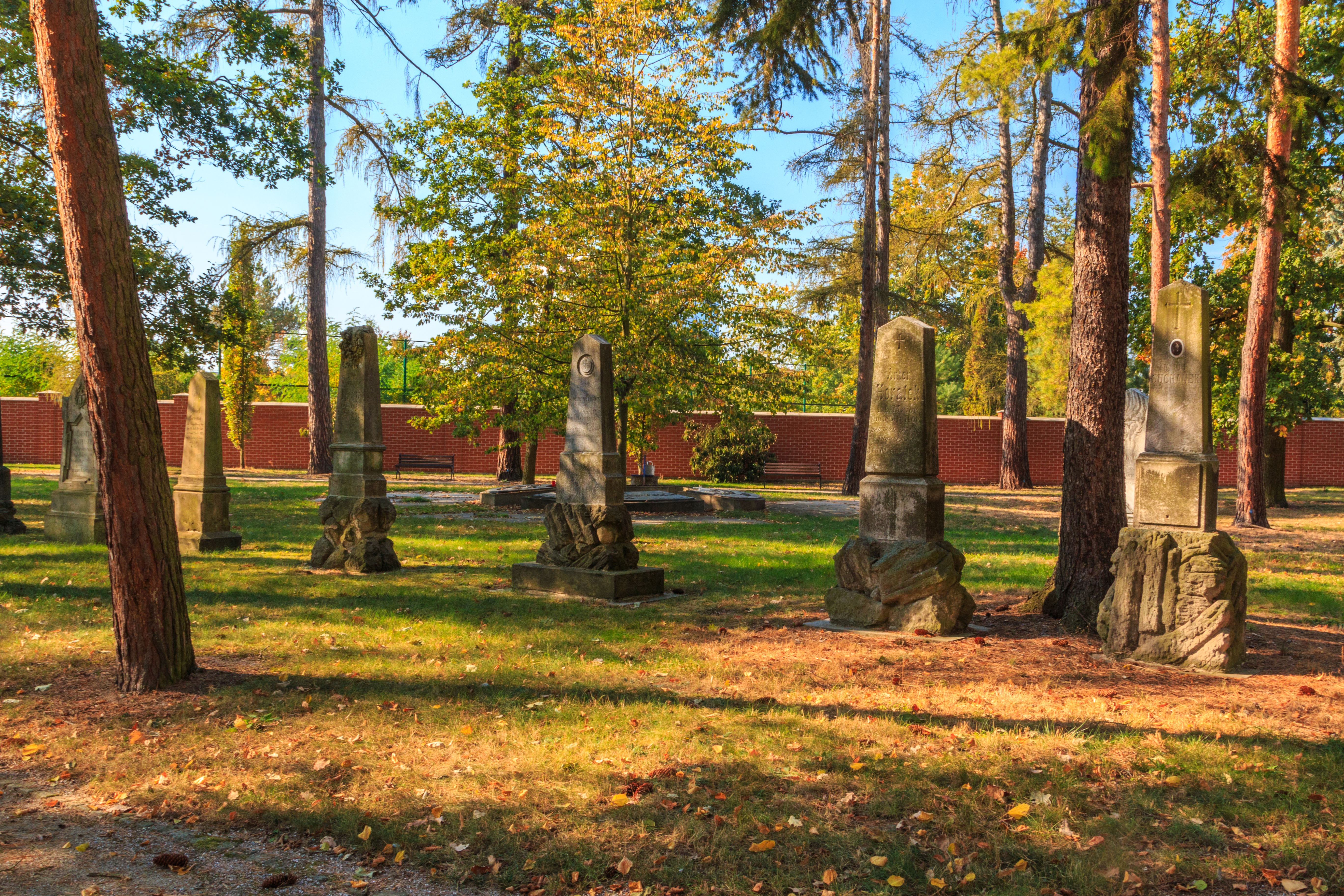
Vojenský hřbitov v Pouchově